# چارلی هیتون
چارلی هیتون (انگلیسی: Charlie Heaton؛ زادهٔ ۶ فوریهٔ ۱۹۹۴) یک هنرپیشه و نوازنده اهل انگلستان است. او بیشتر به خاطر بازی در نقش جاناتان بایرز در مجموعه تلویزیونی ترسناک علمی تخیلی چیزهای عجیب شناخته می‌شود.

## اوایل زندگی
هیتون در لیدز، یورک‌شر غربی به دنیا آمد و در بریدلینگتون توسط مادرش بزرگ شد.

## زندگی شخصی
هیتون یک پسر به نام آرچی از آکیکو ماتسورا دارد.
از اوایل سال ۲۰۱۶، او با همبازی خود در سریال چیزهای عجیب، ناتالیا دایر که نقش دوست دختر جاناتان نانسی ویلر را در سریال بازی می‌کند، رابطه داشته‌است.
هیتون یک هوادار مشتاق فوتبال و طرفدار پرشور باشگاه فوتبال آرسنال است.

## فیلم‌شناسی

### فیلم
| سال  | عنوان                    | نقش            |
| ---- | ------------------------ | -------------- |
| ۲۰۱۴ | زندگی به شجاعت نیاز دارد | چارلی          |
| ۲۰۱۵ | پسر مدرسه ای             | مایکل استیونز  |
| ۲۰۱۵ | ظهور سرباز پا قسمت دوم   | فروشنده - دلال |
| ۲۰۱۵ | شهری و خدمه سوله         | صریح           |
| ۲۰۱۶ | همان‌طور که هستی          | علامت گذاری    |
| ۲۰۱۶ | خفه کن                   | استیون پورتمن  |
| ۲۰۱۷ | بازیگران: عمل سوم        | شخصیت بووی     |
| ۲۰۱۷ | باروبون                  | بیلی ماروبون   |
| ۲۰۲۰ | بدون آینده               | اراده          |
| ۲۰۲۰ | جهش‌یافته‌های جدید         | کنون‌بال        |
| ۲۰۲۱ | سوغات قسمت دوم           | جیم داگر       |

### تلویزیون
| سال        | عنوان        | نقش                       | یادداشت                  |
| ---------- | ------------ | ------------------------- | ------------------------ |
| ۲۰۱۵       | سربازرس بنکس | گری مک کریدی              | ۲ قسمت                   |
| ۲۰۱۵       | ورا          | رایلی                     | قسمت: "تغییر جزر و مد"   |
| ۲۰۱۵       | تلفات        | لوک دیکنسون / جیسون ویکات | ۲ قسمت                   |
| ۲۰۱۶–اکنون | چیزهای عجیب  | جاناتان بایرز             | نقش اصلی                 |
| ۲۰۲۰       | همنوعان      | کرت                       | قسمت: "Break On Through" |

## جوایز و نامزدیها
| سال  | جایزه                                        | دسته‌بندی                                                                 | کار کنید    | نتیجه    | Ref.   |
| ---- | -------------------------------------------- | ------------------------------------------------------------------------ | ----------- | -------- | ------ |
| ۲۰۱۷ | جوایز انجمن بازیگران سینما                   | جایزه انجمن بازیگران فیلم برای بهترین اجرای گروه بازیگران در مجموعه درام | چیزهای عجیب | برنده    | [ ۱۱ ] |
| ۲۰۱۸ | جوایز انجمن بازیگران سینما                   | اجرای برجسته توسط یک گروه در یک سریال درام                               | چیزهای عجیب | نامزدشده | [ ۱۲ ] |
| ۲۰۱۸ | جوایز انتخاب نوجوان                          | منتخب صحنه دزد                                                           | چیزهای عجیب | نامزدشده | [ ۱۳ ] |
| ۲۰۲۰ | بیست و ششمین مراسم جایزه انجمن بازیگران فیلم | اجرای برجسته توسط یک گروه در یک سریال درام                               | چیزهای عجیب | نامزدشده | [ ۱۴ ] |